# 종말의 바보
《종말의 바보》는 2024년 4월 26일 공개된 넷플릭스 오리지널 드라마이다.

## 기획의도
지구와 소행성 충돌까지 200일, 눈앞에 예고된 종말을 앞두고 혼란에 빠진 세상과 남은 시간을 살아가는 사람들의 이야기를 그린 넷플릭스 드라마

## 제작진

### 제작
- 제작 이영숙 : KT Original《쉿! 그놈을 부탁해》, OCN 월화드라마 《그남자 오수》, SBS 수목드라마 《다시 만난 세계》, KBS 《스파이》, 영화 《내 연애의 기억》, 《메멘토 모리》 제작
- 총괄 프로듀서 임영진 :TVN 월화드라마 《패밀리》(제작총괄) KT Original《쉿! 그놈을 부탁해》(총괄프로듀서), OCN 월화드라마 《그남자 오수》(제작총괄), SBS 수목드라마 《다시 만난 세계》(프로듀서), E채널 드라마 《라이더스 : 내일을 잡아라》(제작총괄), tvN 드라마《식샤를 합시다》(조연출) 등

### 제작사
- (주)아이엠티브이 : KT original《쉿! 그놈을 부탁해》, OCN 월화드라마 《그남자 오수》, SBS 수목드라마 《다시 만난 세계》, KBS 《스파이》, 영화 《내 연애의 기억》, 《메멘토 모리》, 다큐멘터리 《베르나르 베르베르의 고양이 사전》, 《요즘채식》, 《차도삼국지》 등 다수 제작

### 연출
- 김진민 : ( MBC 주말 특별기획드라마 《죽도록 사랑해》(조연출), MBC 월화 특별기획드라마 《영웅시대》(공동연출), MBC 주말 특별기획드라마 《신돈》(연출), MBC 수목미니시리즈 《개와 늑대의 시간》(연출), MBC 주말 특별기획드라마 《달콤한 인생》(연출), MBC 수목미니시리즈 《로드 넘버 원》(공동연출), MBC 주말 특별기획드라마 《무신》(공동연출), MBC 월화 특별기획드라마 《오만과 편견》(연출), MBC 주말 미니시리즈 《결혼계약》(연출), tvN 월화 미니시리즈 《그녀는 거짓말을 너무 사랑해》(연출), 넷플릭스 드라마 《인간수업》(연출), 넷플릭스 드라마 《마이 네임》(연출) 등 연출 )

### 극본
- 정성주 : ( MBC 베스트극장 《문 밖에서》(집필), MBC 베스트극장 《풍경》(집필), 《매혹》(집필), MBC 청춘드라마 《우리들의 천국》(집필), MBC 월화특별기획드라마 《큰 언니》(집필), MBC 베스트극장 《비련》(집필), MBC 베스트극장 《사랑이 흔들릴 때》(집필), * MBC 주말특별기획드라마 《신데렐라》(집필), MBC 월화미니시리즈 《추억》(집필), MBC 주말연속극 《장미와 콩나물》(집필), MBC 월화특별기획드라마 《아줌마》(집필), SBS 주말극장 《애정만세》(집필), MBC 월화미니시리즈 《변호사들》(집필), SBS 금요드라마 《마이 러브》(집필), JTBC 수목미니시리즈 《아내의 자격》(집필), JTBC 월화미니시리즈 《밀회》(집필), SBS 월화특별기획드라마 《풍문으로 들었소》(집필) 등 집필 )

## 등장인물

### 주요인물
- 안은진 : 진세경 역 (아역: 이세현) - 한때 중학교 기술가정교사였지만 소행성 사태 발발 후 웅천시청 아동청소년부에서 자원봉사를 하며 위험에 빠진 아이들을 지키기 위해 남몰래 고군분투하는 인물.
- 유아인 : 하윤상 역 (아역: 조원우) - 세경의 오랜 연인이자 생명공학연구소 연구원, 안전한 미국에서 위험 지역인 대한민국으로 한달음에 달려와 세경 곁을 지킨다.
- 전성우 : 우성재 역 - 소행성 사태가 발표된 후 사라진 주임신부를 대신해 하루아침에 보좌신부가 된 그는 각종 소문에 혼란스러운 마음을 다잡고 신도들을 보살핀다.
- 김윤혜 : 강인아 역 - 전투근무지원 대대 중대장으로 보급 수송과 치안 유지를 위해 폐허가 된 웅천시 곳곳을 누빈다.

### 주변 인물
- 김보민 : 유소민 역
- 김도혜 : 정하율 역
- 김강훈 : 박진서 역
- 조시연 : 서해찬 역
- 김한솔 : 서우찬 역
- 백지원 : 오계향 역
- 김여진 : 여미령 역
- 차화연 : 주명옥 역
- 김영웅 : 김대한 역
- 이시훈 : 박상우 역
- 강석우 : 백상혁 역
- 박주희 : 이채환 역
- 성병숙 : 신정숙 역
- 정종준 : 김수동 역
- 김영옥 : 김보애 역
- 박혁권 : 정수근 역
- 신은정 : 민희진 역
- 홍우진 : 장범 역
- 정새별 : 공지은 역
- 윤서아 : 채영지 역
- 이휘종 : 조인태 (옥토끼) 역
- 백주희 : 도정아 역
- 정연 : 임선주 역
- 김영옥 : 김보애
- 백현진 : 조광현 역
- 한승희 : 리경희 역
- 서예화 : 소주연 역
- 김민철 : 나현재 역
- 류성록 : 김 병장 역
- 박호산 : 대대장 역
- 이주연 : 김민지 역
- 송지혁 : 맹 상병 역
- 이서환 : 행보관 역
- 도정환 : 이재민 역
- 이현걸 : 배종수 역
- 백석광 : 홍기표 역
- 차용학 : 송 차장 역
- 임기홍 : 수상벙커업자 역
- 신담수 : 수사 팀장 역
- 김병철 : 박 부장 역
- 이헌주 : 오선향 역
- 김병희 : 임 총무 역
- 고경민 : 채영한 역
- 은예준 : 김민호 역

### 특별 출연
- 서상원 : 대통령 권한대행 (1화, 3화)
- 전진기 : 연구소장 (8화)
- 이주실 : 세경 할머니 역(10화)
- 이용이 : 윤상 할머니 역(10화)

### 기타 인물
- 이준성 : 천동중 군인 1 역
- 지명 : 천동중 군인 2 역
- 구본혁 : 천동중 군인 3 역
- 이지광 : 천동중 군인 4 역
- 한태경 : 천동중 군인 5 역
- 이찬양 : 천동중 군인 6 역
- 이종근 : 천동중 군인 7 역
- 노윤호 : 천동중 군인 8 역
- 강호빈 : 천동중 군인 9 역
- 강건희 : 천동중 군인 10 역
- 문지훈 : 천동중 군인 11 역
- 유지성 : 천동중 군인 12 역
- 곽정환 : 천동중 군인 13 역
- 이민욱 : 천동중 군인 14 역
- 곽민석 : 천동중 군인 15 역
- 김판겸 : 천동중 군인 16 역
- 우효원 : 천동중 군인 17 역
- 윤지수 : 천동중 취사병 1 역
- 김성 : 천동중 취사병 2 역
- 박형준 : 천동중 취사병 3 역
- 김성우 : 천동중 취사병 4 역
- 이상호 : 천동중 상황병 역
- 박준수 : 천동중 행정병 역
- 국태원 : 불멸교 신도 1 역
- 조용환 : 불멸교 신도 2 역
- 황재호 : 불멸교 신도 3 역
- 박정범 : 불멸교 신도 4 역
- 이창주 : 불멸교 신도 5 역
- 유재훈 : 불멸교 신도 6 역
- 이승연 : 불멸교 신도 7 역
- 한승호 : 불멸교 신도 8 역
- 이주미 : 성당 신자 1 역
- 박혜숙 : 성당 신자 2 역
- 최요운 : 성당 신자 3 역
- 김성용 : 성당 신자 4 역
- 유영빈 : 밀덕 1 역
- 노영주 : 밀덕 2 역
- 신유리 : 뉴스 앵커 1 역
- 이동규 : 뉴스 앵커 2 역
- 박철민 : 뉴스 앵커 3 역
- 정지성 : 뉴스 앵커 4 역
- 염지혜 : 뉴스 앵커 5 역
- 민경수 : 뉴스 앵커 6 역
- 박지원 : 은진 역
- 김미혜 : 천문대 연구원
- 몽프레빌 자살남 : 서지오
- 고훈목 : 마라토너 역
- 지형학 : 빵 아저씨 역
- 최시오 : 노숙자 역
- 인솔자 : 박준상
- 이지수 : 수동정순 아들 역
- 문현정 : 수동정순 며느리 역
- 김서하 : 수동정순 손자 역
- 이시영 : 공무원 역
- 손승훈 : 공항 출입국 직원 역
- 오수혜 : 종사자 역
- 이은형 : 수사관 1 역
- 김현창 : 수사관 2
- 박영복 : 미장팀 1 역
- 권태건 : 미장팀 2 역
- 이한샘 : 복지과 직원 1 역
- 정현우 : 복지과 직원 2 역
- Paul Battle : 미국 뉴스 앵커 역
- 엄지만 : 소령 역
- 김해준 : 헌병
- 문동호 : 헌병 중사 역
- 정연 : 조직원 1 역
- 나대한 : 조직원 2 역
- 이재성 : 조직원 3 역
- 이상훈 : 고스족 남 역
- 박현서 : 고스족 여 역
- 허지원 :서윤 역
- 손상빈 : 수금팀 1 역
- 백경선 : 수금팀 2 역
- 서다솜 : 일진 1 역
- 이지영 : 일진 2 역
- 박재완 : 지도자 역
- 기환 : 화재 조사관 역
- 김혜림 : 계엄군 역
- 김정환 : 장군
- 지웅배 : 의무병
- 박진수 : 김하사
- 정상균 : 헌병
- 민충석 : 지휘관
- 조범준 : 조광현 기사
- 손동수 : 의사
- 배솔 : 윤상 테니스 대역
- 김기태 : 상재 테니스 대역
- 허준원 : 영한 첼로 대역
- 지형학 : 빵 아저씨 역
- 박지율 : 소민 대역
- 정일도 : 주명 역
- 양하윤 : 뉴스 앵커 역
- 화성시 여성축구단: 웅천 FFC